# Pjotr Bagration
Furst Pjotr Ivanovitj Bagration (ryska: Пётр Иванович Багратион, georgiska: პეტრე ივანეს ძე ბაგრატიონი: Petre Ivanes dze Bagrationi), född (29 juni enligt g.s.) 10 juli 1765, död (12 september g.s.) 24 september 1812, var en rysk infanterigeneral och nationalkrigshjälte, som främst utmärkte sig i Napoleonkrigen 1799–1812 men som även deltog i finska kriget 1808–1809.
Bagration föddes i staden Kizljar som son till fursten, överste Ivane Bagrationi som härstammade från en gammal fursteätt i Georgien. Han började sin militära bana som sjuttonårig sergeant och visade tidigt talang för yrket. Under flera år deltog han i olika kampanjer under ledning av den berömde ryske generalen Aleksandr Suvorov av vilken han lärde mycket. Han deltog i belägringen av Otjakov 1788, rysk-polska kampanjen 1794 och fälttågen i Italien och Schweiz 1799 och befordras då till generalmajor.
Under första Napoleonkriget utmärkte han sig särskilt till exempel i slaget vid Schöngrabern (även känt som slaget vid Hollabrunn) den 16 november 1805 där hans numerärt underlägsna flankskydd (enligt olika källor mellan 7 000 och mindre än 10 000 ryska soldater mot mellan strax över 20 000 till omkring 40 000 fransmän under Joachim Murats ledning) möjliggjorde ryska arméns reträtt under Michail Kutuzov. Efter detta befordrades han till generallöjtnant och erhöll Sankt Georgsorden, 2. kl. Vidare deltog han i slagen vid Austerlitz (2 december 1805), Eylau (7 februari 1807), Heilsberg (10 juni 1807) och Friedland (14 juni 1807).
Under finska kriget 1808 förde Bagration befäl över ryska styrkor i södra Finland och intog bland annat Tammerfors och Åbo samt Åland efter en vågad marsch över isen. Johan Ludvig Runeberg diktade i Fänrik Ståls sägner:
| ”                                                                | Det fanns i ryska hären namn, som på sitt blad historien skrev, som fördes hit i ryktets famn, långt förr än kriget blev. Barclay, Kamenski, Bagration, dem kände varje Finlands son, och skarpa strider bidde man, där dessa ryckte an. | „ |
| – Dikten Kulneff ur Fänrik Ståls sägner av Johan Ludvig Runeberg | |   |

Från sommaren 1809 var han åter i Napoleonkrigen som general över infanteriet och bidrog väsentligt till ryska framgångar i slagen vid Smolensk och Borodino 1812. I det senare slaget ledde han det hårdnackade försvaret av de så kallade Bagration-skansarna som bytte ägare flera gånger under slaget. Vid Borodino sårades Bagration så svårt att han snart därefter, 12 september 1812, avled i byn Simi. Hans kvarlevor flyttades den 5 juli 1839 till hjälteminnet i Borodino där även tsar Nikolaus I låtit resa ett monument över honom. Hans grav förstördes dock under andra världskriget.
Pjotr Bagration gifte sig med grevinnan Katarina Pavlovna Skavronskij i Gattjina 2 september 1800, men skiljdes från henne 1804.
Den ryske författaren Lev Tolstoj använde Pjotr Bagration som förebild för en av figurerna i Krig och fred.
Under andra världskriget använde Stalin hans namn, operation Bagration, för offensiven den 23 juni 1944 för att driva ut de tyska styrkorna ur nuvarande Belarus. Efter krigsslutet gjorde man även i valet av epitetet "stora fosterländska kriget" en referens till Napoleons invasion av Ryssland 1812, som i rysk historieskrivning kallats det fosterländska kriget 1812.
Staden Eylau i före detta Ostpreussen döptes 1946 om till Bagratinovsk, efter Pjotr Bagration.

## Utmärkelser
Asteroiden 3127 Bagration är uppkallad efter honom.